# Charuelh e Sintrac
Charuelh e Sintrat (en francès Chareil-Cintrat) és un municipi francès, situat al departament de l'Alier i a la regió d'Alvèrnia-Roine-Alps. L'any 2007 tenia 331 habitants.

## Demografia

### Població
El 2007 la població de fet de Chareil-Cintrat era de 331 persones. Hi havia 150 famílies de les quals 36 eren unipersonals (16 homes vivint sols i 20 dones vivint soles), 67 parelles sense fills i 47 parelles amb fills.
La població ha evolucionat segons el següent gràfic:
Habitants censats

### Habitatges
El 2007 hi havia 199 habitatges, 147 eren l'habitatge principal de la família, 29 eren segones residències i 23 estaven desocupats. 194 eren cases i 5 eren apartaments. Dels 147 habitatges principals, 120 estaven ocupats pels seus propietaris, 22 estaven llogats i ocupats pels llogaters i 6 estaven cedits a títol gratuït; 1 tenia una cambra, 3 en tenien dues, 25 en tenien tres, 50 en tenien quatre i 68 en tenien cinc o més. 108 habitatges disposaven pel capbaix d'una plaça de pàrquing. A 59 habitatges hi havia un automòbil i a 68 n'hi havia dos o més.

### Piràmide de població
La piràmide de població per edats i sexe el 2009 era:
| Homes | Edats   | Dones |
| ----- | ------- | ----- |
| 0     | 95 o +  | 0     |
| 0     | 90 a 94 | 0     |
| 4     | 85 a 89 | 4     |
| 4     | 80 a 84 | 0     |
| 12    | 75 a 79 | 24    |
| 4     | 70 a 74 | 12    |
| 4     | 65 a 69 | 12    |
| 8     | 60 a 64 | 0     |
| 8     | 55 a 59 | 8     |
| 8     | 50 a 54 | 12    |
| 16    | 45 a 49 | 4     |
| 4     | 40 a 44 | 12    |
| 20    | 35 a 39 | 12    |
| 4     | 30 a 34 | 12    |
| 8     | 25 a 29 | 4     |
| 4     | 20 a 24 | 16    |
| 16    | 15 a 19 | 8     |
| 8     | 10 a 14 | 8     |
| 4     | 5 a 9   | 0     |
| 12    | 0 a 4   | 12    |

## Economia
El 2007 la població en edat de treballar era de 201 persones, 150 eren actives i 51 eren inactives. De les 150 persones actives 141 estaven ocupades (77 homes i 64 dones) i 9 estaven aturades (5 homes i 4 dones). De les 51 persones inactives 15 estaven jubilades, 7 estaven estudiant i 29 estaven classificades com a «altres inactius».

### Ingressos
El 2009 a Chareil-Cintrat hi havia 153 unitats fiscals que integraven 347 persones, la mediana anual d'ingressos fiscals per persona era de 16.076 €.

### Activitats econòmiques
Dels 13 establiments que hi havia el 2007, 3 eren d'empreses de construcció, 2 d'empreses de comerç i reparació d'automòbils, 2 d'empreses de transport, 2 d'empreses d'hostatgeria i restauració, 1 d'una empresa immobiliària, 2 d'empreses de serveis i 1 d'una empresa classificada com a «altres activitats de serveis».
Dels 3 establiments de servei als particulars que hi havia el 2009, 1 era un guixaire pintor, 1 perruqueria i 1 restaurant.
L'any 2000 a Chareil-Cintrat hi havia 19 explotacions agrícoles que ocupaven un total de 1.166 hectàrees.

## Equipaments sanitaris i escolars
El 2009 hi havia una escola elemental integrada dins d'un grup escolar amb les comunes properes formant una escola dispersa.

## Poblacions més properes
El següent diagrama mostra les poblacions més properes.